# Antoine Dauvergne
Antoine Dauvergne (1713-1797) là nhà soạn nhạc người Pháp.

## Cuộc đời sự nghiệp
Dauvergne được sinh ra ở Moulins, Allier. Ông là bậc thầy của Chambre du roi, giám đốc của Spirituel Concert (1762-1771) và giám đốc của nhà hát Opéra ba lần giữa năm 1769 và năm 1790. Dauvergne đã góp phần cả về mặt nghệ sĩ và nhà soạn nhạc trong triều đình ở Versailles. Ông qua đời ở tuổi 83 tại Lyon. Tên Dauvergne đôi khi được viết D'Auvergne; nó có nghĩa "từ Auvergne," khu vực ở trung tâm của Pháp bao phủ bởi các dãy núi lửa Massif Central.
Ông nổi tiếng nhất với tác phẩm Les troqueurs, một tác phẩm đã có ảnh hưởng lớn đến sự phát triển của opéra comique Pháp. Bên cạnh những vở opera ballet và opera-, Dauvergne sáng tác một số công trình khác bao gồm cả bản sonata cho violin (1739), sonata trio, motet, và những gì ông gọi là Concerts de Simphonies (1751).

## Các sáng tác
Ông viết khá nhiều vở opera như:
- La Coquette trompée - 1753
- Les Troqueurs - 1755
- Enée et Lavinie - 1758
- Canente - 1760
- Hercule mourant - 1761
- Polyxène - 1763
- La Vénitienne - 1768
- Lê Sicilien, ou L'Amour peintre - 1780

## Danh mục tác phẩm
- Les amours de Tempé, ballet héroïque (1752, Paris)
- Les troqueurs, intermède (1753, Paris)
- La coquette trompée, comédie lyrique (1753, Fontainebleau)
- La sibylle, ballet (1753, Fontainebleu)
- Énée et Lavinie, tragédie lyrique (1758, Paris)
- Les fêtes d'Euterpe, opéra-ballet (1758, Paris)
- Le rival favorable, additional entrée for Les fêtes d'Euterpe (1760, Paris)
- Canente, tragédie (1760, Paris)
- Hercule mourant, tragédie lyrique (1761, Paris)
- Alphée et Aréthuse, ballet (1762, Paris)
- Polixène, tragédie lyrique (1763, Paris)
- Le triomphe de flore, ou Le retour de printemps, ballet-héroïque (1765, Fontainebleau)
- La vénitienne, comédie-ballet (1768, Paris)
- La tour enchantée, ballet figuré (1770, Paris)
- Le prix de la valeur, ballet héroïque (1771, Paris)
- La sicilien, ou L'amour peintre, comédie-ballet (1780, Versailles)
- La mort d'Orphée, tragédie (unperformed)
- Sémiramis, tragédie (unperformed)